# Les Nomades du futur
Les Nomades du futur (Thunderstone) est une série télévisée australienne en 52 épisodes de 25 minutes, créée par Jonathan M. Shiff et diffusée entre le 12 février 1999 et le 8 septembre 2000 sur Network Ten.
En France, la série a été diffusée à partir du 18 décembre 1999 sur France 2, ainsi que sur Canal J.

## Synopsis
Cette série futuriste met en scène un jeune garçon, Noah, vivant sur une Terre désertique où tous les animaux ont disparu. Après avoir découvert le moyen de voyager dans le temps, il est projeté dans le futur et en compagnie de jeunes gens appelés Les Nomades, il entreprend de ramener la vie animale à son époque.

## Distribution
- Jeffrey Walker (VF : Hervé Rey) : Noah Daniels
- Mereoni Vuki : Arushka
- Nikki Coghill (VF : Blanche Ravalec) : Dr Liz Daniels
- Daniel Daperis (en) : Chip
- Damien Fotiou (en) : Sundance / Sutch
- Anna-Grace Hopkins : Geneva (1999)
- Kate Keltie (en) (VF : Marie-Eugénie Maréchal) : Becky Daniels
- Nathan Wentworth : Kwan
- Shane Nicholson (VF : Vincent Violette) : Hologarde Unité 451
- Gerard Kennedy (en) (VF : Michel Ruhl) : Dr Pretorius
- Leeanna Walsman (VF : Ilana Castro) : Myah
- Stuart Halusz (VF : Luc Boulad) : Tao
- Elena Mandalis : Jett

Version française
Direction artistique : Blanche Ravalec.

## Épisodes

### Première saison (1998)
1. Le Refuge (The Comet Nemesis)
2. La Planète aux étoiles
3. L'Évasion
4. Dessine-moi un cheval
5. La Mine
6. Le Cirque
7. Le Lion
8. Le Tunnel
9. Échec à la sentinelle
10. Les Randonneurs (Aliens on the Farm)
11. Dolly
12. L'Interrogatoire
13. L'Électronet (The Electro-Net)
14. Le Garçon du souterrain
15. Retour à North Col
16. L'Heure de vérité
17. La Sentence
18. L'Aile d'argent
19. Monnaie d'échange
20. Révélation
21. Les Adieux
22. Le Forum
23. Les Rats (Rats in North Col)
24. Le Noyau de la comète
25. Trahison
26. Dernier voyage (Finally Free Again)

### Deuxième saison (1998-1999)
1. Le Voyage dans le temps de Dolly
2. L'Hologramme de Noah
3. La Déception de Kwan (Broken Dreams)
4. Le Retour de Chip (Is Noah Banished?)
5. Qui va à la chasse (Becky's Trick)
6. La Grotte secrète (Last Warning)
7. Sundance entre dans la danse
8. La Vallée de Chazon
9. Le Cube insolite
10. Soudain, la pluie
11. Dilemme
12. Plan sur la comète
13. La Fin de la comète

### Troisième saison (1999-2000)
Les treize épisodes, sans titres, sont numérotés de 40 à 52.